# Eliurus tanala
Eliurus tanala es una especie de roedor de la familia Nesomyidae.

## Distribución geográfica
Se encuentra sólo en Madagascar.